# Nitakeris
Nitakeris – rodzaj chrząszczy z rodziny kózkowatych i podrodziny zgrzypikowych.

## Zasięg występowania
Przedstawiciele tego rodzaju występują w Afryce Subsaharyjskiej.

## Systematyka
Do Nitakeris należy 55 gatunków:

- Nitakeris acutipennis
- Nitakeris adorata
- Nitakeris angustifrons
- Nitakeris argenteovittata
- Nitakeris atriceps
- Nitakeris atricornis
- Nitakeris basilewskyi
- Nitakeris bicoloricornis
- Nitakeris bifasciata
- Nitakeris bimaculata
- Nitakeris buettneri
- Nitakeris calabarica
- Nitakeris congoensis
- Nitakeris dimidiaticornis
- Nitakeris flavipennis
- Nitakeris flavotibialis
- Nitakeris fuscofasciata
- Nitakeris fuscosternalis
- Nitakeris gigantea
- Nitakeris gracilior
- Nitakeris guineensis
- Nitakeris hintzi
- Nitakeris imitans
- Nitakeris juvenca
- Nitakeris lualabae
- Nitakeris lucasii
- Nitakeris mabokensis
- Nitakeris microphthalma
- Nitakeris minor
- Nitakeris murphyi
- Nitakeris nigriceps
- Nitakeris nigricollis
- Nitakeris nigricornis
- Nitakeris nigrofasciata
- Nitakeris obereoides
- Nitakeris occidentalis
- Nitakeris parahintzi
- Nitakeris pascoei
- Nitakeris patricia
- Nitakeris plagiata
- Nitakeris pseudolucasi
- Nitakeris pseudonigriceps
- Nitakeris pseudoschultzei
- Nitakeris rufoantennalis
- Nitakeris rufomedioantennalis
- Nitakeris sanguinicollis
- Nitakeris schoutedeni
- Nitakeris schubotzi
- Nitakeris sessensis
- Nitakeris similis
- Nitakeris simpsoni
- Nitakeris subjuvenca
- Nitakeris tibialis
- Nitakeris togoensis
- Nitakeris uniformis